# Майнц 05
«Майнц 05» (нім. 1. FSV Mainz 05) — німецький професіональний футбольний клуб із міста Майнца, Рейнланд-Пфальц.

## Історія

### Ранні роки
Вже в 1903 році в місті робилася спроба створити футбольний клуб, яка зазнала невдачу, проте два роки по тому в Майнці все ж утворився Mainzer Fussballclub Hassia 1905. Після декількох років вистцпів в південній німецької лізі Süddeutschen Fußballverband, даний клуб об'єднався з іншим місцевим футбольним колективом, і став називатися Mainzer Fussballverein Hassia 05. У 1912 році слово Hassia було прибрано з назви клубу. Після Першої світової війни у клубу знову відбулося злиття, цього разу зі Sportverein 1908 Mainz, що в результаті утворило Mainzer Fußball-und Sportverein 05. «Майнцер фюссбаль-унд-шпортверайн 05» виграв регіональний чемпіонат у період між Першою і Другою світовими війнами, і потрапив у відбіркове коло національного чемпіонату після перемоги в регіональній Крайслізі.

### ПеріодТретього рейху
У 1920-30р. клуб показував непогані результати в дивізіоні Гессен, включаючи перше місце по закінченні сезонів в сезонах 1931/32 і 1932/33. Після реорганізації футбольних структур, що сталася в країні при владі націонал-соціалістів, команда пробилася в гаулігу Південно-Захід (нім. Gauliga Südwest), тоді колишній однією з шести провідних регіональних ліг рейху. На жаль, в даному дивізіоні клуб провів всього один сезон, перед тим, як «вилетіти». У 1938 році влада примусово об'єднали клуб з іншим спортивним товариством - Райхсбанн Майнц і до кінця Другої світової війни клуб виступав під назвою Reichsbahn SV Mainz 05.

## Дорога вБундеслігу
Після закінчення війни команда знову приєдналася до вищих ранки дивізіону оберліги Південно-Захід, але довгий час залишалася «середнячком». Після утворення в 1963 році Бундесліги, клуб з Майнца наступні 40 років грав у другому дивізіоні. Тричі «Майнц 05» був близький до виходу в Бундеслігу, в 1997, 2002, і 2003 роках, але кожен раз провалювався, поки не пробилися у неї в 2004 році під керівництвом тренера і колишнього гравця команди, Юргена Клоппа.

## Бундесліга (2004-2007)
Незважаючи на підвищення у класі, «карнавальники» не зробили значних змін у складі команди перед майбутнім сезоном. Команду поповнили македонський захисник Ніколче Новескі, німецький хавбек Ханно Баліч (взимку 2005), а також на постійній основі перейшов захисник Мануель Фрідріх, який минулий сезон провів тут на правах оренди. Єдиною втратою став атакувальний півзахисник Мімун Азауаг, який перейшов до «Шальке-04». У дебютному матчі «Майнц 05» поступився на 2:4 виїзді «Штутгарту», що на той час був одним із лідерів Бундесліги (сезон 2003-04 «Штутгарт» завершив на 4-му місці, відставши лише на один бал від зони Ліги Чемпіонів). Свою першу перемогу клуб здобув вже у другому турі, перегравши вдома «Гамбург» із рахунком 2:1. Обидва голи на свій рахунок записав бразилець Антоніу да Сілва. Програвши лише двічі у стартових десяти турах, «Майнц 05» посідав високе п'яте місце. Сезон команда завершила на одинадцятій сходинці, впевнено забезпечивши собі участь у Бундеслізі на наступний сезон. Більше того, у 2005 році клуб отримав від УЄФА приз «фейр-плей», що дозволило йому зіграти у Кубку УЄФА 2005/06. Влітку 2005 «Майнц 05» залишили Ханно Баліч («Ганновер 96») і декілька менш важливих гравців, які отримали статус вільних агентів. Наступний сезон чемпіонату «Майнц 05» завершив на тому самому одинадцятому місці. В Кубку УЄФА команда дісталася першого раунду (перегравши вірменську «Міку» і ісландський «Кефлавік» - обидва по 4:0), де поступилася майбутньому володареві трофею - іспанській «Севільї» із рахунком 0:2 за сумою двох зустрічей. У Кубку Німеччини «карнавальники» дійшли до чвертьфіналу, де програли мюнхенській «Баварії» у додатковий час 2:3.Влітку 2006 до команди на правах оренди приєднався єгипетський нападник Мохамед Зідан, який згодом стане улюбленцем публіки на Кофас-Арені, і повернувся також на правах оренди Мімун Азауаг. Тоді ж клуб залишив півзахисник Антоніу да Сілва («Штутгарт») і захисник Матіас Абель («Шальке 04») Але сезон 2006-07 склався для «Майнц 05» невдало. Не отримавши достатнього підсилення, клуб посів лише шістнадцяте місце і вилетів з вищого дивізіону, попри 14 голів Зідана. Поступившись в дев'ятому турі на домашній арені бременському «Вердеру» 1:6, команда вперше опустилась до зони вильоту. Розгромивши у двадцять першому турі «Енергі» 4:1, «Майнц 05» на декілька ігор зумів залишити зону вильоту, але невдовзі знов опустився туди вже остаточно, хоча й зберігав математичні шанси на спасіння до останнього туру. Влітку 2007 до клубу приєднався півзахисник Тім Хогланд та захисник Бо Свенсон, влітку 2007 з резервної команди було переведено Невена Суботича, влітку 2008 - Романа Нойштедтера. Ще протягом сезону 2006-07 до «Майнца» перейшов колумбієць Елкін Сото. Після вильоту команду залишили Мохамед Зідан, Мімун Азауаг, Мануель Фрідріх.

## Повернення до Бундесліги (2009- )
Не зумівши пробитись до Бундесліги за підсумками сезону 2007-08, клуб залишив колишній головний тренер Юрген Клопп, який отримав посаду головного тренера дортмундської «Борусії».  Його замінив норвежець Єрн Андерсен. Посівши у Другій Бундеслізі друге місце в сезоні 2008-09, «Майнц 05» отримав право повернутись до елітного дивізіону. Незважаючи на успіх, Андерсена було звільнено вже 3 серпня 2009 року, тому новий сезон в Бундеслізі клуб розпочинав під керівництвом Томаса Тухеля. Свій перший матч «Майнц» Тухеля зіграв внічию із леверкузенським «Баєром» 2:2. Протягом року непогано проявили себе новачки Андреас Іваншиц, Ойген Поланські і молодий вихованець Андре Шюррле. Команда завершила виступи на дев'ятому місці, що стало безсумнівним успіхом.
Але наступний сезон став ще успішнішим. Молода команда Тухеля з Шюррле, Самі Аллагуї, Елкіном Сото, Ойгеном Поланські та Льюісом Холтбі зуміла посісти п'яте місце в чемпіонаті, яке стало найкращим результатом в історії клубу. Двадцятирічний Шюррле став найкращим бомбардиром «Майнца», забивши 15 м'ячів. Більше того, з четвертого по дев'ятий тури включно «карнавальники» очолювали турнірну таблицю, зазнавши протягом перших дев'яти ігор лише одну поразку. Другу сходинку «Майнц 05» зберігав до 18-го туру, коли поступився «Штутгарту» і пропустив вперед спочатку «Ганновер 96», а згодом і «Баєр» та «Баварію». Тим не менш, навіть п'яте місце дозволило команді кваліфікуватись до Ліги Європи УЄФА.
Сезон 2011-12 очікувано вийшов набагато менш вдалим. Команду залишили Андре Шюррле («Баєр»), Льюїс Голтбі (повернення до «Шальке 04») і Крістіан Фукс (повернення до «Бохума», згодом «Шальке 04»). «Майнц 05» посів лише тринадцяте місце в чемпіонаті. У Лізі Європи клуб виступив відверто невдало, сенсаційно програвши румунському «Газ Метану» вже у третьому раунді (2:2 і 3:4 в серії пенальті).
З тих пір «карнавальники» стабільно займають місце в середині турнірної таблиці. Найкращим результатом стало сьоме місце у сезоні 2013-14, яке знов давало право грати у Лізі Європи. Проте «Майнц 05» знову виступив там напрочуд невдало, поступившись у тому самому третьому раунді грецькому «Астерасу» 2:3 за сумою двох зустрічей. У травні 2014 року клуб залишив Томас Тухель, із ім'ям якого асоціюються успіхи «карнавальників» останніх років. Каспер Х'юмланд, котрий замінив Тухеля на посаді головного тренера, не зумів утриматися на своїй посаді до кінця сезону. У лютому новим тренером «Майнц 05» став швейцарець Мартін Шмідт. Влітку 2015 після одинадцяти років гри за клуб, команду залишив македонський захисник Ніколче Новескі.

## Склад
Станом на 27 червня 2025
| №  | Поз. | Нац.           | Гравець                              |
| -- | ---- | -------------- | ------------------------------------ |
| 1  | ВР   | Німеччина      | Лассе Різ                            |
| 2  | ЗХ   | Австрія        | Філіпп Мвене                         |
| 3  | ЗХ   | Німеччина      | Моріц Єнц (в оренді з «Вольфсбурга») |
| 5  | ЗХ   | Німеччина      | Максим Ляйч                          |
| 6  | ПЗ   | Японія         | Сано Кайсю                           |
| 7  | ПЗ   | Південна Корея | Лі Дже Сон                           |
| 8  | ПЗ   | Німеччина      | Пауль Небель                         |
| 9  | НП   | Франція        | Арно Норден                          |
| 11 | НП   | Німеччина      | Арміндо Зіб (в оренді з «Баварії»)   |
| 14 | ПЗ   | Південна Корея | Хон Хюн Сок                          |
| 15 | ЗХ   | США            | Леннард Малоні                       |
| 16 | ЗХ   | Німеччина      | Стефан Белл                          |
| 17 | НП   | Німеччина      | Бенедікт Голлербах                   |

| №  | Поз. | Нац.      | Гравець              |
| -- | ---- | --------- | -------------------- |
| 18 | ПЗ   | Німеччина | Надім Амірі          |
| 19 | ЗХ   | Франція   | Антоні Касі          |
| 21 | ЗХ   | Німеччина | Данні да Коста       |
| 22 | ЗХ   | Австрія   | Ніколас Ферачніг     |
| 25 | ЗХ   | Норвегія  | Андреас Ганче-Ольсен |
| 27 | ВР   | Німеччина | Робін Центнер        |
| 29 | НП   | Німеччина | Джонатан Буркардт    |
| 30 | ЗХ   | Швейцарія | Сільван Відмер       |
| 31 | ПЗ   | Німеччина | Домінік Кор          |
| 33 | ВР   | Німеччина | Даніель Батц         |
| 41 | ПЗ   | Албанія   | Енісс Шабані         |
| 44 | НП   | Німеччина | Нельсон Вайпер       |
| 47 | ЗХ   | Німеччина | Максим Даль          |

## Стадіон
В даний час клуб грає на Coface Arena, новий стадіон відкритий в 2011 році, яка вміщує 34034 глядачів. Перше захід який відбувся на новій арені був LIGA total! Cup 2011, який проходив з 19 липня по 20 липня 2011, з іншими учасниками, такими як Баварія, Боруссія Дортмунд і Гамбурзький Sportverein (ВПГ).

## Досягнення
- Чемпіон Німеччини серед аматорів: 1982
- Чемпіони Kreisliga Hessen: 1921
- Bezirksliga Rheinhessen-Саар (I) чемпіони: 1927
- Bezirksliga Main-Hessen (I) чемпіони: 1932, 1933
- Регіональна ліга Südwest (II), чемпіони: 1973
- Оберліга Südwest (III) чемпіони: 1981, 1988, 1990, 2003 +, 2008 +
- Amateurliga Südwest (III) чемпіони: 1978
- Володарі Південно-Західного Кубку: 1980, 1982, 1986, 2001 +, 2002 +, 2003 +, 2004 +, 2005 +
- Чемпіони Німеччини U-19: 2009
- DFB-ДФБ півфіналісти: 2009
- Вибір УЄФА Fair Play: 2005

## Виступи в єврокубках
| Сезон   | Змагання    | Раунд   | Клуб       | Вдома | На виїзді    | В сукупності |
| ------- | ----------- | ------- | ---------- | ----- | ------------ | ------------ |
| 2005–06 | Кубок УЄФА  | 1КР     | Міка       | 4–0   | 0–0          | 4–0          |
| 2005–06 | Кубок УЄФА  | 2КР     | Кеплавік   | 2–0   | 2–0          | 4–0          |
| 2005–06 | Кубок УЄФА  | 1Р      | Севілья    | 0–2   | 0–0          | 0–2          |
| 2011–12 | Ліга Європи | 3КР     | Газ Метан  | 1–1   | 1–1 (дод.ч.) | 2–2 (3-4 п.) |
| 2014–15 | Ліга Європи | 3КР     | Астерас    | 1–0   | 1–3          | 2–3          |
| 2016–17 | Ліга Європи | Група C | Андерлехт  | 1–1   | 1–6          | 3-є          |
| 2016–17 | Ліга Європи | Група C | Сент-Етьєн | 1–1   | 0–0          | 3-є          |
| 2016–17 | Ліга Європи | Група C | Габала     | 2–0   | 3–2          | 3-є          |

Примітки
- 1КР: Перший кваліфікаційний раунд
- 2КР: Другий кваліфікаційний раунд
- 3КР: Третій кваліфікаційний раунд
- 1Р: Перший раунд

## Відомі гравці
- Крістіан Фукс
- Юрген Клопп
- Андрій Воронін
- Невен Суботич
- Андре Шюррле